# Ламоново (Смоленская область)
Ламоново— деревня в Смоленской области России, в Починковском районе. Расположена в центральной части области в 18 км к северо-западу от Починка, в 8 км к западу от автодороги А141 Орёл (город) — Витебск. Население — 149 жителей (2007 год). Административный центр Ивановского сельского поселения.

## Экономика
Фермерское хозяйство «СОЖ», сельхозпредприятие «Ивановский», средняя школа.